# ساره إيفرسن
ساره إيفرسن (بالدنماركية: Sarah Iversen)‏ مواليد 10 أبريل 1990 في فريدريكسبرغ، هي لاعبة كرة يد دانمركية تلعب كمحور. مثلت منتخب الدنمارك لكرة اليد للسيدات.

## روابط خارجية
- ساره إيفرسن على موقع الاتحاد الأوروبي لكرة اليد (الإنجليزية)